# Маркиз Зетленд
Маркиз Зетленд — наследственный титул в системе Пэрства Соединённого королевства.

## История
Титул маркиза Зетленда был создан 22 августа 1892 года для бывшего лорда-лейтенанта Ирландии Лоуренса Дандаса, 3-го графа Зетленда (1844—1929). Зетленд — устаревшее название Шетландских островов. Семья Дандас происходила от богатого шотландского бизнесмена и депутата парламента Лоуренса Дандаса (ок. 1710—1781). В 1762 году для него был создан титул баронета из Керса в графстве Линлитгоу (Баронетство Великобритании). Он заседал в Палате общин Великобритании от Ланарка (1747—1748), Ньюкасл-андер-Лайма (1762—1768), Эдинбурга (1768—1780, 1781) и Ричмонда (1780—1781). Ему наследовал его сын, Томас Дандас, 2-й баронет (1741—1820). Он представлял в Палате общин Ричмонд (1763—1768) и Стирлингшир (1768—1794), а также был лордом-лейтенантом Оркнейских и Шетландских островов (1794—1820). В 1794 году для него был создан титул барона Дандаса из Аска (Северный Йоркшир, графство Йорк) в системе Пэрства Великобритании. Лорд Дандас приобрел права на графство Оркни и Шетланд от Джеймса Дугласа, 14-го графа Мортона.

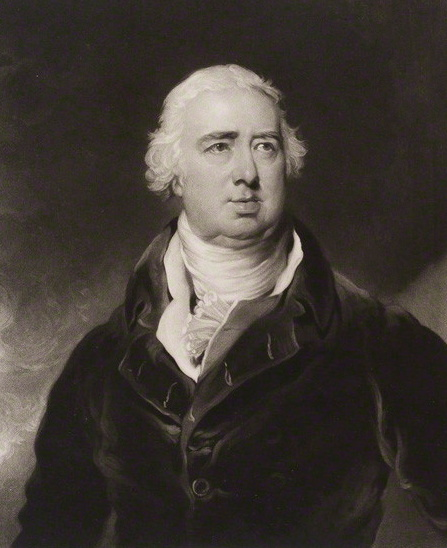
Томас Дандас, 1-й барон Дандас (1741—1820)

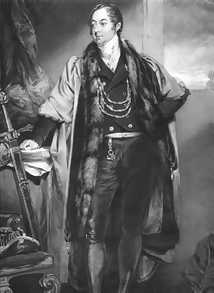
Лоуренс Дандас, 1-й граф Зетленд (1766—1839)

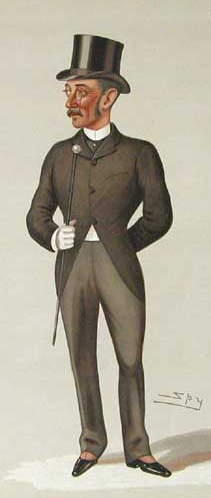
Лоуренс Дандас, 1-й маркиз Зетленд (1844—1929), карикатура сэра Лесли Уорда, 1886 год

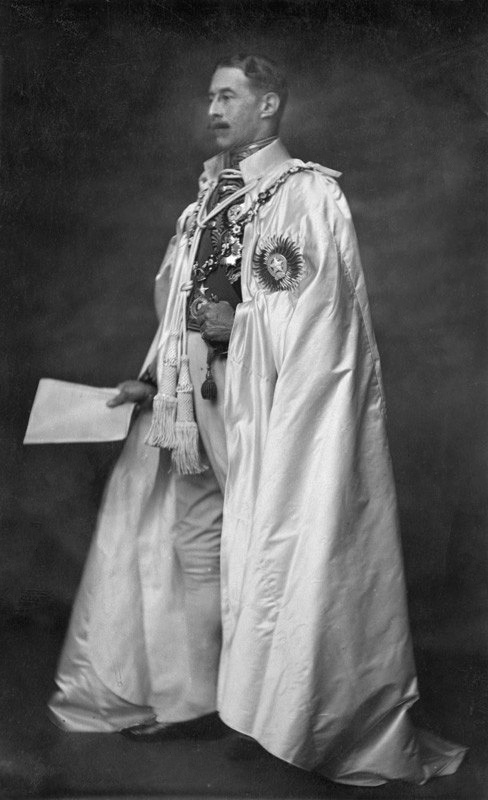
Лоуренс Дандас, 2-й маркиз Зетленд (1876—1961)

Его сын, Лоуренс Дандас, 2-й барон Дандас (1766—1839), был депутатом парламента от Ричмонда (1790—1801, 1801—1802, 1808—1811) и Йорка (1802—1807, 1811—1820), а также служил лордом-лейтенантом Оркнейских и Шетландских островов (1831—1839). В 1838 году для него был создан титул графа Зетленда (Пэрство Соединённого королевства). Ему наследовал его старший сын, Томас Дандас, 2-й граф Зетленд (1795—1873). Он заседал в Палате общин от Ричмонда (1818—1830, 1835—1839) и Йорка (1830—1832), служил лордом-лейтенантом Норт Райдинг Йоркшира (1838—1873). Его преемником стало его племянник, Лоуренс Дандас, 3-й граф Зетленд (1844—1929). Он был сыном достопочтенного Чарльза Джона Дандаса, младшего сына Лоуренса Дандаса, 1-го графа Зетленда. Вначале он был либералом и занимал незначительную должность в правительстве Уильяма Гладстона, затем присоединился к консерваторам. В 1889—1892 годах — лорд-лейтенант Ирландии. В 1892 году для него были созданы титулы графа Рональдсея в графстве Оркни и Шетланд и маркиза Зетленда.
Титул учтивости старшего сына и наследника маркиза — граф Рональдсей.
В 1929 году ему наследовал его старший сын, Лоуренс Дандас, 2-й маркиз Зетленд (1876—1961). Он также был крупным политиком, занимал посты губернатора Бенгалии (1917—1922), министра по делам Индии (1935—1937), министра по делам Индии и Бирмы (1937—1940).
По состоянию на 2024 год, обладателем маркизата являлся его внук, Лоуренс Марк Дандас, 4-й маркиз Зетленд (род. 1937), который наследовал своему отцу в 1989 году.
Семейная резиденция — Аск-Холл в Ричмонде (графство Северный Йоркшир).

## Баронеты Дандас из Керса (1762)
- 1762—1781: Сэр Лоуренс Дандас, 1-й баронет (ок. 1710 — 21 сентября 1781), сын Томаса Дандаса из Фингаска (ум. 1762)
- 1781—1820: Сэр Томас Дандас, 2-й баронет (16 февраля 1741 — 14 июня 1820), единственный сын предыдущего, барон Дандас с 1794 года.

## Бароны Дандас (1794)
- 1794—1820: Томас Дандас, 1-й барон Дандас (16 февраля 1741 — 14 июня 1820), единственный сын сэра Лоуренса Дандаса, 1-го баронета из Керса
- 1820—1839: Лоуренс Дандас, 2-й барон Дандас (10 апреля 1766 — 19 февраля 1839), старший сын предыдущего, граф Зетленд с 1838 года.

## Графы Зетленд (1838)
- 1838—1839: Лоуренс Дандас, 1-й граф Зетленд (10 апреля 1766 — 19 февраля 1839),
- 1839—1873: Томас Дандас, 2-й граф Зетленд (5 февраля 1795 — 6 мая 1873), старший сын предыдущего
- 1873—1929: Лоуренс Дандас, 3-й граф Зетленд (16 августа 1844 — 11 марта 1929), старший сын достопочтенного Джона Чарльза Дандаса (1808—1866), внук 1-го графа Зетленда, маркиз Зетленд с 1892 года.

## Маркизы Зетленд (1892)
- 1892—1929: Лоуренс Дандас, 1-й маркиз Зетленд (16 августа 1844 — 11 марта 1929), старший сын достопочтенного Джона Чарльза Дандаса (1808—1866), внук 1-го графа Шетленда
- 1929—1961: Лоуренс Джон Ламли Дандас, 2-й маркиз Зетленд (11 июня 1876 — 6 февраля 1961), второй сын предыдущего
- 1961—1989: Лоуренс Олдред Мервин Дандас, 3-й маркиз Зетленд (12 ноября 1908 — 5 октября 1989), старший сын предыдущего
- 1989 — настоящее время: Лоуренс Марк Дандас, 4-й маркиз Зетленд (род. 28 декабря 1937), старший сын предыдущего
  - Наследник: Робин Лоуренс Дандас, граф Рональдсей (род. 5 марта 1965), старший сын предыдущего
    - Второй наследник: Лорд Джеймс Эдвард Дандас (род. 2 мая 1967), младший брат предыдущего
      - Третий наследник: Майло Джеймс Дандас (род. 21 мая 1998), единственный сын предыдущего.